# Minialbum (minialbum Korteza)
Minialbum – trzeci a pierwszy komercyjny minialbum Korteza, wydany 10 marca 2016 przez Jazzboy Records. Zawiera piosenki, których nie zamieszczono na debiutanckim albumie Bumerang oraz utwór „Z imbirem” w wydłużonej wersji.

## Lista utworów[2]
| 1. | „Co myślisz?” (Full Version)              | 5:13  |
|    |                                           |       |
| 2. | „Kominy”                                  | 2:56  |
|    |                                           |       |
| 3. | „Wiem, że mnie podglądasz” (Full Version) | 2:18  |
|    |                                           |       |
| 4. | „Joe”                                     | 2:10  |
|    |                                           |       |
| 5. | „Ćma barowa”                              | 3:57  |
|    |                                           |       |
| 6. | „Z imbirem” (Long Version)                | 5:40  |
|    |                                           |       |
|    |                                           | 22:14 |
|    |                                           |       |

## Certyfikaty i sprzedaż
| Kraj          | Certyfikat      | Sprzedaż |
| ------------- | --------------- | -------- |
| Polska (ZPAV) | platynowa płyta | 30 000+  |